# Nitridování
Nitridování je chemické vytvrzení povrchu zušlechtěné oceli nasycením dusíkem.
Tímto způsobem se zpracovávají předem zušlechtěné (kalené a popuštěné) a na hotovo opracované ocelové díly, které mají odolávat zvýšenému otěru, jako jsou: ozubená kola, vačky, činné části nástrojů, přípravků a upínačů, čepy hřídelů pro kluzná ložiska ap.

## Princip
Povrch se nasycuje atomárním dusíkem, získaným např. rozkladem čpavku na vodík a dusík, při teplotě přibližně 500–600 °C. Vzhledem k uvedené teplotě lze nitridovat pouze oceli, které mají teplotu popouštění vyšší. Nitridovaná ocel také musí obsahovat legury, které nitridaci podporují a tvrdé nitridy vytvářejí. Těmi jsou zejména hliník a chrom, ale také molybden, nikl, vanad a titan. V sortimentech lze najít speciální oceli přímo k nitridaci určené. Nejužívanější jsou oceli s 1 % Al a 1,5 % Cr a 0,3 % až 0,4 % uhlíku, což jsou dle ČSN oceli 14 340 a 15 340, které se popouštějí při 650 °C.
V povrchové vrstvě oceli (do 0,1 mm) vznikají velmi tvrdé nitridy, které zvyšují její tvrdost (až 1200 HV). Na rozdíl od cementování nevzniká homogenní ohraničená nasycená vrstva, ale tvrdost směrem do hloubky postupně ubývá bez ohledu na dobu nitridace. Proto eventuální přebroušení povrchu je možné pouze do hloubky max. 0,02 mm. Řezné nástroje se nitridují do hloubky jenom několika setin milimetru, aby nehrozilo vyštípnutí křehkého břitu. Větší hloubky nitridace se používají u tvářecích nástrojů. Hluboké nitridování je pochod trvající velmi dlouho, a proto je drahý. Nitridové vrstvy tloušťky cca 0,3 mm se dosáhne asi za 30 hodin (0,5 mm – 50 hodin).
Plochy, které je třeba chránit před nitridací (např. závity), se natírají speciální barvou.

## Výhody a nevýhody
Tvrdost dosažená nitridací převyšuje tvrdost dosaženou kalením. Při nitridaci a následném pomalém ochlazení nedochází k žádné deformaci součástky. Nitridovaná vrstva nemá negativní vliv na únavovou pevnost.
Nevýhodou jsou zejména vyšší náklady jak na samotnou nitridaci, tak na přípravu, neboť součástky musejí být dokonale čisté a odmaštěné.
Nitridace se stala velmi užívanou metodou zpracování obrobků zejména proto, že trendem v obrábění je opracování (soustružení a zejména frézování) předem zušlechtěných polotovarů, čímž odpadají náklady na dodatečné zušlechťování (někdy i rovnání deformovaných součástek) a dokončovací operace.